# بخش بورگ-آن-برس
بخش بورگ-آن-برس (به فرانسوی: Arrondissement de Bourg-en-Bresse) یک بخش در فرانسه است که در ان واقع شده‌است.